# Gimjang

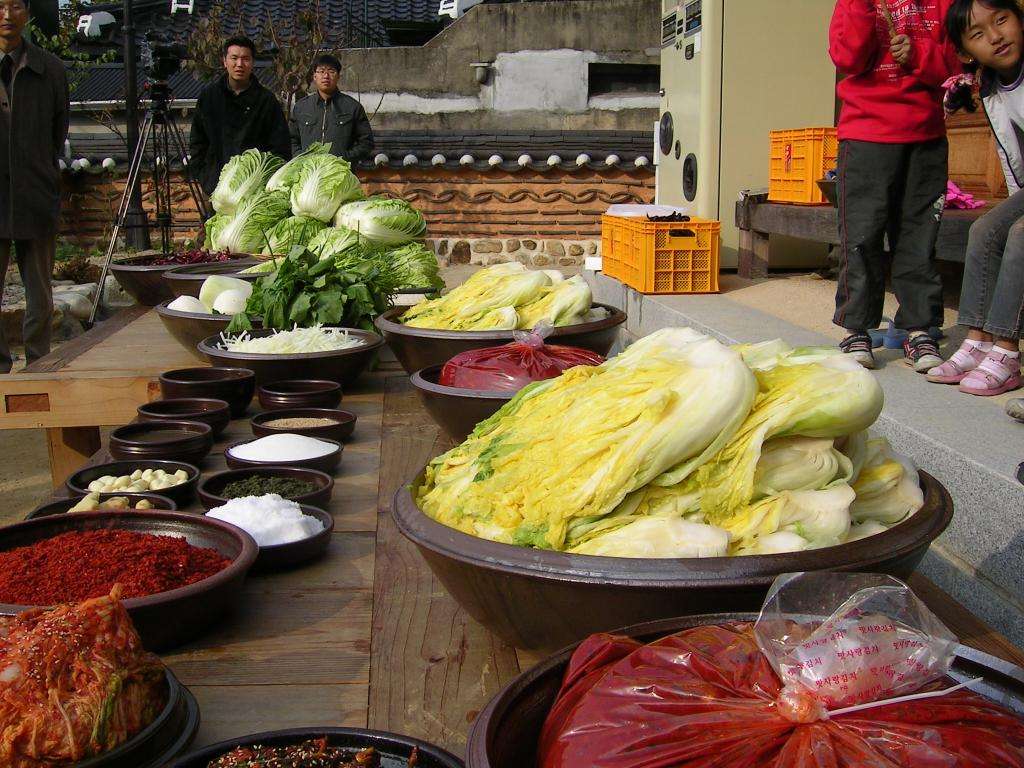
Pratica del gimjang

Gimjang (김장?), conosciuto anche come kimjang, è il nome utilizzato per descrivere la pratica collettiva della produzione e condivisione del kimchi, un piatto coreano fatto di verdure fermentate. Nel febbraio 2012, un sondaggio fatto dall'Amministrazione dei Beni Culturali, ha mostrato che il 90% dei coreani prepara autonomamente il kimchi e partecipa al gimjang. La pratica è entrata a far parte ufficialmente della Lista rappresentativa del patrimonio culturale immateriale dell'umanità dell'UNESCO nel 2013.

## Origini e differenze rispetto al passato
Le precise origini non sono ben note, ma sia la letteratura coreana che quella cinese sono ricche di riferimenti. Una forma di kimchi è menzionata nel Compendio di poesia cinese "Shijing" (in coreano 시경?) o "Libro delle Odi" pubblicato intorno al 600 a.C. La prima testimonianza sul gimjang appare in un libro del tredicesimo secolo di Lee Kyu-bo, studioso della dinastia Goryeo. Lo studioso scrisse riguardo al kimchi nel "Gapoyukyeong", poesie sulle sei verdure dell'orto di casa (cetriolo, melanzana, ravanello coreano, cipolla verde, malva e zucca). Il gimjang ed il kimchi hanno ispirato alcuni dei più grandi poeti coreani, come lo scrittore Jeong Yak-yong.
Con l'industrializzazione e la modernizzazione la cultura del gimjang ha iniziato a cambiare. Grazie al miglioramento delle condizioni di vita e dei processi agricoli, il bisogno di cooperazione ha iniziato a diminuire. Al giorno d'oggi il kimchi è facilmente reperibile e nei mercati è possibile trovarne diverse varietà e quantità. In più, la vendita di kimchi è aumentata in tutto il mondo, grazie al suo sapore unico e ai benefici per la salute. Per questo motivo molti coreani lo comprano invece di prepararlo. Infatti, per chi lavora nei giorni feriali, può essere estenuante preparare il kimchi durante il fine settimana. Nonostante i cambiamenti, lo spirito di condivisione innato nel gimjang, continua ad essere presente.

## Periodo e metodo di preparazione
Il gimjang si prepara in autunno inoltrato (novembre o inizio dicembre): durante questo periodo dell'anno le famiglie coreane producono insieme una grande quantità di kimchi che verrà mangiata durante l'inverno. Anche se il kimchi viene prodotto in autunno, il gimjang rappresenta un rituale che interessa l'intero anno. Infatti, le famiglie preparano il necessario in diversi momenti: in primavera producono i frutti di mare per la fermentazione, in estate comprano il sale per la salamoia e seccano il peperoncino rosso per macinarlo e farne la polvere. Le casalinghe coreane, grazie alla loro esperienza, sono in grado di stabilire la data e la temperatura ideali per la preparazione controllando le previsioni del tempo. Non esiste un modo univoco di preparare il kimchi perché ogni regione ha clima e disponibilità di ingredienti differenti e ogni famiglia ha la propria ricetta personale, con metodi e ingredienti diversi. Le ricette di famiglia sono trasmesse tradizionalmente da suocera a nuora.
Non sono necessarie particolari abilità per il gimjang a parte saper maneggiare un coltello. La quantità di lavoro manuale, invece, è enorme ed è per questo che c'è bisogno di molte persone. Tale pratica non può essere svolta in posti piccoli come le cucine: i coreani, di solito, preparano il kimchi sui tetti o nelle foresterie.
Il gimjang è considerato uno dei più grandi eventi familiari dopo altre festività come il Chuseok o il Capodanno Lunare. 
Nel 2016, il Governo Metropolitano di Seul ha tenuto un evento di beneficenza, un festival di tre giorni, finalizzato a promuovere questa pratica coreana. Il kimchi prodotto per questo evento è stato consegnato ai meno abbienti.
La varietà più mangiata di kimchi è quella preparata con cavolo bianco insaporito da una pasta composta da peperoncino in polvere, aglio, cipollotto, ravanello coreano, salsa di pesce e altri ingredienti. La preparazione classica segue diversi passaggi: il cavolo viene tagliato in lunghezza e immerso in acqua salata, poi accuratamente risciacquato in acqua fredda e fatto asciugare. Per preparare il ripieno, le spezie vengono mescolate assieme alla salsa di pesce fermentato, e il ripieno viene spalmato tra le foglie del cavolo, che vengono piegate a metà e arrotolate per poi essere riposte in un luogo fresco. Il kimchi può essere consumato subito, ma generalmente viene fatto fermentare per diversi giorni. La fermentazione è importante perché rappresenta un processo metabolico che permette di conservare il cibo più a lungo.

## Il gimjang come esperienza sociale
Il gimjang è un'esperienza sociale in quanto rappresenta lo spirito coreano di comunità, avendo contribuito e continuando a rafforzare la cooperazione familiare e la solidarietà tra i membri della comunità. Infatti, una volta terminata la preparazione, il prodotto finale è condiviso con parenti, amici e/o colleghi. Rappresenta, inoltre, anche un modo per il popolo coreano di affermare la propria identità: fare il kimchi assieme significa essere parte di un tutto. In più, dal momento in cui la preparazione segue un ciclo annuale, insegna ai coreani a vivere in armonia con la natura, rispettandone i tempi.
Ad Insa-dong (Seul) è situato il Museo del kimchi, selezionato nel marzo 2015 dalla CNN tra gli 11 musei dedicati al cibo più importanti al mondo. I visitatori possono imparare la storia del kimchi e possono assaggiare diversi tipi di kimchi, oltre che unirsi a diverse attività come la preparazione del piatto.